# أسمك من الماء (فلم 1935)
أسمك من الماء (بالإنجليزية: Thicker than Water) هو آخر فيلم قصير قام ببطولته لوريل وهاردي، أخرجه جيمس دبليو هورن، وأصدرته مترو جولدن ماير في سنة 1935.

## طاقم التمثيل
- ستان لوريل
- أوليفر هاردي
- دافني بولاد
- جيمس فينلايسون
- هاري بوين
- إد براندينبورج
- ألان كافان
- بالدوين كووك
- بيس فلاورز
- جلادياس جال
- جريس جودال
- تشارلي هال

## وصلات خارجية
- مقالات تستعمل روابط فنية بلا صلة مع ويكي بيانات